# Lamotte-Warfusée
Lamotte-Warfusée – miejscowość i gmina we Francji, w regionie Hauts-de-France, w departamencie Somma.
Według danych na rok 1990 gminę zamieszkiwało 481 osób, a gęstość zaludnienia wynosiła 51 osób/km² (wśród 2293 gmin Pikardii Lamotte-Warfusée plasuje się na 549. miejscu pod względem liczby ludności, natomiast pod względem powierzchni na miejscu 495.).